# Manko (poète)
Pour les articles homonymes, voir Manko.
Manko (万乎, ? - 15 août 1724) est un poète japonais de haikai du milieu de l'époque d'Edo. Commerçant aisé à Ueno dans la province d'Iga, maintenant préfecture de Mie, il est surtout connu pour la relation qu'il entretient avec Matsuo Bashō et pour sa poésie.
Le 3 avril 1691, Manko rencontre Bashō et le mène à sa résidence où il devient son élève. Au total, quelque soixante de ses vers sont publiés. Ses principales contributions se trouvent dans Sarumino (1691), Sumidawara (1694) et Zoku-sarumino (1698).

### Sources
- (ja) Sōgō Bashō Jiten, Tōkyō, Yūzankaku, 1982

- Le Manteau de pluie du Singe, Paris, Société franco-japonaise de Paris, 1986